# Comuna Berezivka, Rozdolne
Berezivka (în ucraineană Березівка) este o comună în raionul Rozdolne, Republica Autonomă Crimeea, Ucraina, formată din satele Berezivka (reședința), Nîva și Uleanivka.

## Demografie
Componența lingvistică a comunei Berezivka
     Rusă (42,87%)
     Tătară crimeeană (30,41%)
     Ucraineană (23,24%)
     Alte limbi (0,95%)
Conform recensământului din 2001, nu exista o limbă vorbită de majoritatea populației, aceasta fiind compusă din vorbitori de rusă (42,87%), tătară crimeeană (30,41%) și ucraineană (23,24%).